# Мария Кристина Бурбон-Сицилийская (1877—1947)
Мария Кристина Бурбон-Сицилийская (итал. Maria Cristina di Borbone-Due Sicilie), полное имя Мария Кристина Каролина Пия Кармела Джузеппа Антония Анна Луитгада Сперанца Лючия Катерина Аполлония Чечилья Агата ди Борбоне (итал. Maria Cristina Carolina Pia Carmela Giuseppa Antonia Anna Luitgarda Speranza Lucia Caterina Apollonia Cecilia Agata di Borbone; 10 апреля 1877, Канны, Французская империя — 4 октября 1947, Санкт-Гильген, Австрия) — итальянская принцесса из дома Бурбонов, урождённая принцесса Сицилийская; в замужестве — титулярная великая герцогиня Тосканская.

## Биография
Принцесса Мария Кристина родилась в Каннах 10 апреля 1877 года в семье принца Альфонсо Бурбон-Сицилийского, графа Казерты и его жены принцессы Марии Антуанетты Бурбон-Сицилийской.
8 ноября 1900 года в Каннах принцесса Мария Кристина вышла замуж за эрцгерцога Петера Фердинанда Австрийского, принца Тосканского, четвёртого ребенка и третьего сына великого герцога Фердинанда IV Тосканского, и его жены принцессы Алисы Бурбон-Пармской. В семье родились четыре ребёнка:
- эрцгерцог Готфрид Австрийский (14.03.1902 — 21.01.1984), принц Тосканский, сочетался браком с принцессой Терезой Доротеей Баварской, 4 детей;
- эрцгерцогиня Елена Австрийская (30.10.1903 —8.09.1924), принцесса Тосканская, сочеталась браком с герцогом Филиппом Альбрехтом Вюртембергским, умерла через неделю после родов, 1 дочь;
- эрцгерцог Георг Австрийский (22.08.1905 — 21.03.1952), принц Тосканский, сочетался браком с графиней Марией Валерией фон Вальдбург-Цайль-Хоэнемс, 9 детей;
- эрцгерцогиня Роза Австрийская (22.09.1906 — 17.09.1983), принцесса Тосканская, сочеталась браком с герцогом Филиппом Альбрехтом Вюртембергским, 6 детей.

Принцесса Мария Кристина умерла в Санкт-Гильгене 4 октября 1947 года.